# Keisha Castle-Hughes
Keisha Castle-Hughes (Donnybrook, Australia Occidental, 24 de marzo de 1990) es una actriz australiana nacionalizada neozelandesa. Debutó como actriz en la película dramática Whale Rider (2002), por la que fue nominada al Óscar a la Mejor Actriz, convirtiéndose en la segunda nominada más joven en dicha categoría. Sus siguientes películas incluyen el drama bíblico The Nativity Story (2006) y la película juvenil Hey, Hey, It's Esther Blueburger (2008).

## Biografía
Es hija de padre australiano, Tim Castle, y de madre maorí, Desrae Hughes, y tiene cuatro hermanos menores, Rhys, Liam, Quade y Maddisyn Castle-Hughes.
Keisha nació en Australia aunque a los cuatro años se trasladó con su familia a Nueva Zelanda (es australiana por nacimiento, pero se convirtió en ciudadana neozelandesa en 2001). 
En 2003 comenzó a salir con Bradley Hull, la pareja le dio la bienvenida a su primera hija juntos, Felicity-Amore Hull, el 25 de abril de 2007; pero la relación terminó en 2010.
En 2012 comenzó a salir con Michael Graves, pero la relación terminó ese mismo año. En febrero del mismo año Graves fue arrestado por la policía y acusado por agredir a Keisha, sin embargo la acusación en contra de Graves fue desechada en abril luego de que hubieran testimonios inconsistentes.
En 2012 comenzó a salir con el DJ Jonathan Morrison y después de sólo seis semanas juntos, el 2 de septiembre del mismo año la pareja anunció que estaban comprometidos. El 14 de febrero de 2013 la pareja finalmente se casó.

## Carrera
En el año 2003 por su papel de Paikea Apirana (Pai) en la película Whale Rider, se convirtió en la actriz más joven jamás nominada a la categoría de mejor actriz en los Premios de la Academia, récord que mantuvo hasta 2012 cuando la estadounidense Quvenzhané Wallis fue nominada con nueve años de edad. 
A pesar de no tener ninguna experiencia anterior actuando, la joven de entonces trece años pasó directamente del aula de su colegio en Auckland al set de rodaje. Por esta película recibió muy buenas críticas. 
Después de este papel, apareció en el video musical de la canción de Prince "Cinnamon Girl". También ha aparecido en la revista Vanity Fair.
En 2005 interpretó a la Reina de Naboo en la película Star Wars: Episodio III - La venganza de los Sith. En mayo de 2006, comenzó a rodar en Sídney la película Hey, Hey, It's Esther Blueburger. También interpretó el papel de la Virgen María en la película de Catherine Hardwicke Nativity.
El 25 de julio de 2014 se anunció que Keisha se uniría al elenco de la quinta temporada de la popular serie Juego de tronos, dando vida a Obara Arena, una guerrera feroz y la hija bastarda de Oberyn Martell, participando hasta la séptima temporada.

## Filmografía
| Año       | Título                                       | Rol                     | Notas                                                                    |
| --------- | -------------------------------------------- | ----------------------- | ------------------------------------------------------------------------ |
| 2002      | Whale Rider                                  | Paikea                  |                                                                          |
| 2005      | Star Wars: Episode III - Revenge of the Sith | Reina Apailana de Naboo |                                                                          |
| 2006      | The Nativity Story                           | María                   |                                                                          |
| 2008      | Hey Hey It's Esther Blueburger               | Sunni                   |                                                                          |
| 2009      | A Heavenly Vintage                           | Celeste                 |                                                                          |
| 2009      | Piece of My Heart                            | Young Kat               | Película para televisión                                                 |
| 2009      | The Vintner's Luck                           | Celeste                 |                                                                          |
| 2010      | Legend of the Seeker                         | Maia / Creadora         | Episodio: "Creator"                                                      |
| 2011      | Vampire                                      | Jellyfish               |                                                                          |
| 2011      | Red Dog                                      | Rose                    |                                                                          |
| 2011–2013 | The Almighty Johnsons                        | Gaia                    | Personaje regular - temporadas 1 y 2; personaje recurrente - temporada 3 |
| 2012      | Rewind                                       | Priya                   | Película para televisión                                                 |
| 2013      | The Stolen                                   | Aroha                   |                                                                          |
| 2014      | The Walking Dead                             | Joan                    | Episodio: "Slabtown"                                                     |
| 2015–2017 | Juego de tronos                              | Obara Arena             | 8 episodios                                                              |
| 2015      | Queen of Carthage                            | Simi                    |                                                                          |
| 2016      | Roadies                                      | Donna Mancini           | Personaje regular                                                        |
| 2016      | Thank You for Your Service                   | Alea                    |                                                                          |
| 2017      | Manhunt: Unabomber                           | Tabby                   | Personaje secundario; serie de televisión de Netflix y Discovery Channel |
| 2019      | FBI Most Wanted                              | Hana Gibson             | Personaje regular                                                        |

## Premios y distinciones
Óscar
| Año  | Categoría    | Película    | Resultado |
| ---- | ------------ | ----------- | --------- |
| 2004 | Mejor actriz | Whale Rider | Nominada  |